# Mount Codrington
Mount Codrington är ett berg i Antarktis. Det ligger i Östantarktis. Australien gör anspråk på området. Toppen på Mount Codrington är 1 520 meter över havet.
Terrängen runt Mount Codrington är huvudsakligen lite kuperad. Mount Codrington är den högsta punkten i trakten. Trakten är obefolkad. Det finns inga samhällen i närheten.